# Remigia archesia
Remigia archesia är en fjärilsart som beskrevs av Pieter Cramer 1780. Remigia archesia ingår i släktet Remigia och familjen nattflyn. Inga underarter finns listade.